# Колика (медицина)
Колика је висцерални бол код којег се болни надражај преноси двема врстама нервних путева до соматских и вегетативних центара у нервном систему. Колика није само једноставан осећај бола већ и емоција. Колика је и знак који упозорава на опасност и драгоцени је сигнал у заштити виталних функција организма. 
 По свом интензитету, јако изражени болови код колике спадају у најјаче болове у медицини уопште.
Са становишта клиничара колика се дефинише и као бол који настаје услед грча (спазма) глатких мишићних ћелија зида шупљег органа. На основу интензитета спазма глатких мишића колике које прате опструкцију нпр. код покретљивог камена у мокраћним или жучним каналима могу бити различитог интензитета, што зависи од односа између величине камена и промера каналикуларног система, са једне стране, и покретљивости камена, са друге стране.
Према месту настанка колика може да буде цревна, билијарна (жучна) и ренална (бубрежна).

## Епидемиологија
Морбидитет
Жучне колике, се годишње јављају код 1-4% пацијената са каменом у жучи, када је опструкција у цистичном канала продужен (обично неколико сати). Ако са жучна колика изазвана опструкцијом не лечи она може прећи у акутни холециститис код око 20% пацијената, или холедохолитијазу када камен доспе у заједничке жучне путева, са последичним холангитисом и растућом инфекцијом.
Последњих година учесталост акутних холециститиса, након жучних колика, на глобалном нивоу опада, вероватно због правовременог лечења пацијената лапароскопском холецистектомијом као једним од савремених облика лечења код симптоматских каменаца у жучи.

## Етиологија
Према месту настанка колика може да буде цревна, билијарна (жучна) и ренална (бубрежна). Најчешћи узрок колике су гастроентероколитис, или опструкција трбушних органа као што су нпр. литијазе или каменци у жучним путевима (холелитијазе) и мокраћним путевима (уролитијаза), стим што код опструкција постоје слободни временски интервали који се ритмички смењују са нападима бола.
Колика може бити са или без приступних запаљењских процеса у зиду билијарног и мокраћног тракта, док су ређа друга стања или обољења ових путева.

## Патофизиологија
Према патофизиолошким механизмима настанка колика је врста висцералног бола чији се надражај преноси двема врстама нервних путева до соматских и висцералних центара у нервном систему. Болни надражај код колике прво се преносе до таламуса, а затим се одатле спроводе у темпорални режањ великог мозга, а нешто спорије, преко симпатикусних нервних влакана у трбушној дупљи, до вегетативних нервних центара трбуха. Двоструки пренос бола код колике на тај начин ствара утисак код болесника да је осећај бола дифузан, нејасно локализован, слабијег интензитета али упоран и константан.
Локализација колика
Према месту настанка колика може да буде:
Дечија колика, стање, обично код новорођенчади, које карактерише непрекидан плач бебе.
Билијарна колика, услед зачепљења жучним каменом заједничког жучног канала или цистичног канала
Девонширска колика, стање узроковано тровањем оловом, након уноса малих количина соли олова присутних, из више разлога, у јабуковачи која се традиционално производила у Девонширком региону. Када је олово уклоњено из процеса производње јабуковаче, проблем је нестао.
Бубрежна колика - бол у слабини, карактеристичан за камен у бубрегу 
Цревна колика - веома јак бол узрокован контракцијом глатких мишића црева. Може бити узрокована, на пример, конзумирањем неисправних производа, преосетљивости на млечне протеине, прекомерног цревног гаса или абнормалне перисталтике црева. Код деце оне су често узроковане незрелошћу нервног система. Клиничку слику ових колика карактерише јак бол у трбуху, мучнина и повраћање.

## Клиничка слика
Напад колике јавља се у циклусима који трају по неколико минута у правилним временским размацима. Колику наизменично смењују мирни и скоро сасвим безболне периоде.
- Желудац и дуоденум пројектују бол у пределу чашице (епигастријума)
- Танко црево и проксимални део дебелог црева пројектују бол око пупка.
- Дисталне две трећине дебелог црева пројектују бол у подручју хипогастријума.
- Јетра, слезина и желудац, путем надражаја дијафрагме, пројектују бол према рамену.

фазе у циклусу колике
Сваки од циклуса колике састоји се од три основне фазе: 
- Прва или узлазна (крешчендо) фаза, карактерише се болом који постаје све јачи, услед све интензивнијег грчења глатке мускулатуре.
- Друга фаза или плато, карактерише се болом који достиже свој максимум и траје неколико минута.
- Трећа или силазна (декрешчендо) фаза, карактерише се постепеним исцрпљивањем трансмитера на нивоу неуролошких спојница лада наступа слабљење или готово потпуни престанак бола.

Овакав болни образаца од колике условљен је сложеношћу морфолошко-функционалне организације самих глатких мишића и њихових неурохуморалних регулаторних система.
Карактеристике колика (бола)
- Колику која се јавља изненада, карактерише јак и оштар бол као „убод ножа“. Тако нпр. колика локализована у епигастријуму водећи је симптом перфорације желудачнодванаестопалачног чира (улкуса).
- Колика око пупка који нешто касније мења локацију и стационира се у пројекцији илиеоцекума, упућује на акутну упалу црвуљка , слепог црева или апендицитис.[12]
- Колика праћена наглим и оштрим болом, лоциран у пределу десног горњег хипохондријума са ширењем према средини трбушног зида и десној лопатици, упућује на акутни холециститис (упалу жучне кесе и жучних путева) и холелитијазу (камен у жучним путевима).
- Колика јаког интензитета праћена оштрим боловима који се шире око појаса и према обе лопатице, јављају се након узимања јаке, масне хране, у упућују на акутни панкреатитис (акутно запаљење гуштераче).
- Интензивна колика праћена грчењем црева и надутошћу трбуха, уз изостанак столице и ветрова знак је опструкције танког црева (илеус).

## Дијагноза
Појава карактеристичног бола у десном или левом субфреничном пределу је најчешће довољна за постављање радне дијагнозе и спровођења ургентне терапије. Клинички преглед и допунска дијагностика су усмерени ка откривању узрока колике и селекцију болесника који се морају одмах упутити на болничко лечење или, уколико су већ хоспитализовани, подвргнути инвазивнијим дијагностичко-терапијским процедурама. 
Лабораторијска испитивања
Лабораторијска испитивања имају велики значај у дијагностици колика. Најчешће се користе ове анализе: хемограм, седиментација, затим преглед мокраће, уреје, глукозе у крви, и ензимска испитивања, од којих свака на свој начин доприноси успостављању дијагнозе.
Радиолошка испитивања
У основне радиолошка испитивања, код акутне колике, спадају: 
- Нативни снимак трбуха у стојећем положају, на којем се може уочити дистензија црева, хипераеризација цревних вијуга, или патолошки нивои карактеристични за опструкцију црева.
- Ултразвук и компјутеризована томографија трбуха значајно доприносе постављању дијагнозе узрока колика.

Међутим, и када се направе сва наведена испитивања, још увек постоји могућност погрешне дијагнозе. Код нејасне дијагнозе колика са акутним абдоменом операција се не сме дуго одлагати ако постоје знаци перитонеалног надражаја, и ако се не могу поуздано дијагностиковати нехируршке болести као узрок колика.

## Диференцијална дијагноза
Диференцијална дијагноза колике обухвата широк круг обољења изван билијарног и мокраћног тракта а у чијој клиничкој слици може да буде присутан и бол у десном или левом субкосталном пределу. 

## Терапија

### Прехоспитално лечење колика
Општи третман колика у прехоспиталном поступку подразумева:
- Постављање болесника у Фовлеров полуседећем положај мировања са уздигнутим узглављем и савијеним ногама. Болесник се у том положају и транспортује до болнице, како би се избегла евентуална аспирација повраћајног садржаја.
- Обустављање уноса хране, течности и лекова преко устију.
- Код сумње да је колика изазвана акутним абдоменом обавезно је пласирање венске линије и надокнада течности (најбоље кристалоидима) уз праћење крвног притиска, пулса и стања периферне циркулације.
- По потреби може се пласирати уринарни катетер и назогастрична сонда, која има за задатак да елиминише повраћање и спречи евентуалну аспирацију повраћеног садржаја и угушење пацијента, и одстрани прогутани гас, и на тај начин смањи истезање трбуха.
- Примена било каквих аналгетика, спазмолитика, антибиотика и антиеметике у начелу се не препоручује до коначне одлуке лекара специјалисте.

Ако је дијагноза жучне или бубрежне колике сасвим извесна, могу се дати спазмолитици, али само код ова два обољења. Свака друга примена може да маскира основно обољење, па и развој перитонитиса и доведе до погрешне одлуке о евентуалној операцији. 
- Такође, веома је битно на време уочити да ли је колика проузрокована унутартрбушним обољењем, јер погрешна оријентација може да узрокује фатално одлагање у постављању дијагнозе (нпр код инфаркта срца или руптуре трбушне аорте).

### Болничко лечење колика
Жучна или билијарна колика
Прву помоћ код билијарне колике пружа лекар у општој пракси који збрињава акутну епизоду болних напада и потом врши тријажу за хитно болничко лечење.
У акутној фази билијарне колике прекида се перорална исхрана и примењују се аналгетици, најчешће парентерално. Нестероидни антиинфламаторни лекови су први избор код хитног лечења билијарне колике. Допунску фармакотерапију чине спазмолитици, антиеметици и раствори воде и електролита. 
Хируршко лечење билијарне колике обухвата у првом реду холецистектомију а ређе перкутану холецистотомију или друге сложене интервенције као што су операције жучовода или ресекције јетре код интрахепатичне холелитијазе. 
По завршеном болничком лечењу лекар опште праксе наставља даље да прати здравствено стање болесника све до дефинитивног завршетка лечења основног узрока билијарне колике.
Бубрежна или ренална колика
Примарни циљеви терапије код бубрежне колике су: отклањање и смањење интензитета бола и очување бубрежне функције.
Као лекови избор код лечења пацијената са бубрежном коликом могу се сматрати нестероидни антиинфламаторни лекови, јер се за разлику од опиоида, карактеришу већим степеном смањења бола, краћим трајањем употребе мањом инциденцом нежељених реакција. 
Када је камен у доње делу мокраћовода, значајну улогу у купирању напада бубрежне колике могу имати алфа блокатори, јер повећавају шансу за спонтану елиминацију камена, скраћују време његовог проласка кроз мокраћне канале и смањују потребу за даљом аналгезијом. 
Локално загревање се може сматрати адекватним допунском терапијом у сузбијању бола код пацијената са акутним нападом бубрежне колике.

## Компликације
Ипак, већина каменаца у жучној кеси и мокраћним путевима протиче асимптоматски тако да је годишњи ризик за појаву придружених компликација низак, тек око 1-4%.
Компликације колике су примарно у непосредној вези са присуством камена у лумену шупљих канала (холелитијаза или уролитијаза). Ове творевине понашају се као страна тела и врше механичко оштећење слузокоже зида шупљина или застој у пасажи садржаја, што има за последицу запаљење и бактеријску инфекцију, која у тежим случајевима може довести до сепсе и смртног исхода.